# رادیشا ایلیچ
رادیشا ایلیچ (صربی: Radiša Ilić؛ زادهٔ ۲۰ سپتامبر ۱۹۷۷) بازیکن فوتبال اهل صربستان بود.
از باشگاه‌هایی که در آن بازی کرده‌است می‌توان به باشگاه فوتبال بئوگراد و باشگاه فوتبال پارتیزان اشاره کرد.
وی همچنین در تیم ملی فوتبال صربستان بازی کرده‌است.